# Thuốc không kê đơn

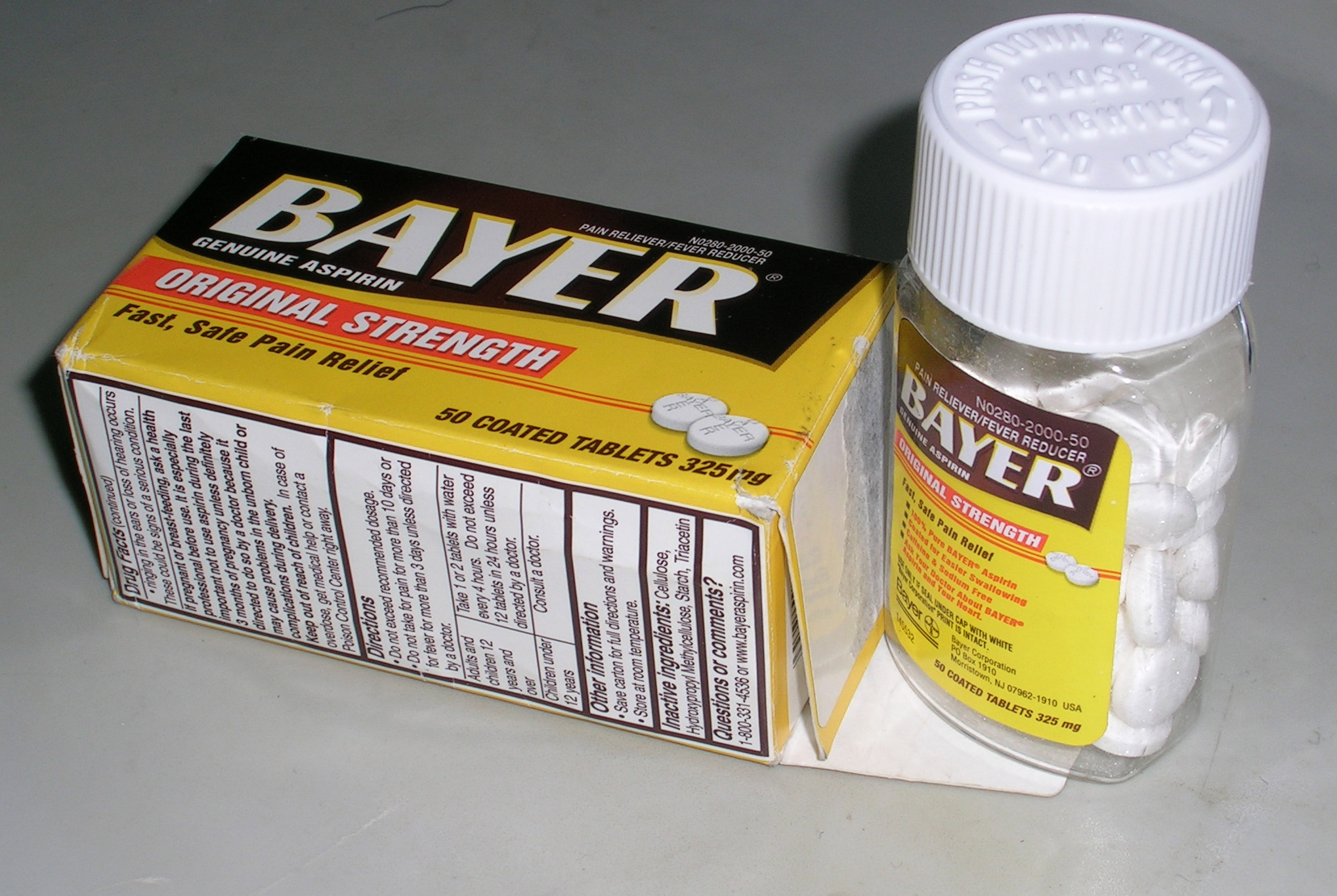
Thuốc OTC với bao bì chống trẻ em (nắp) và thùng chống giả và innerseal

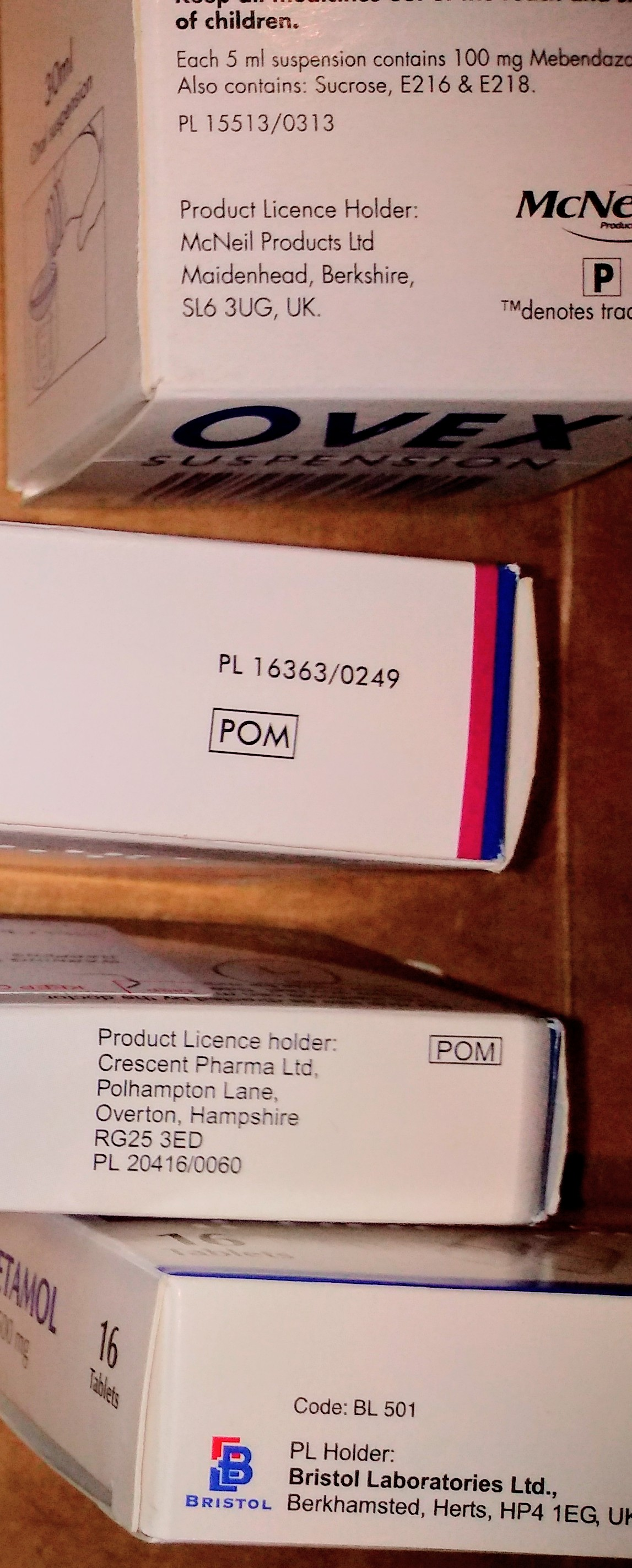
Hình ảnh bao bì của bốn loại thuốc hiển thị Số giấy phép sản phẩm và ký hiệu biểu thị nếu chúng là Thuốc chỉ theo toa (POM) hoặc Dược phẩm (P)

Thuốc không kê đơn (OTC) là thuốc được bán trực tiếp cho người tiêu dùng mà không có đơn thuốc của chuyên gia chăm sóc sức khỏe, trái ngược với thuốc theo toa, chỉ có thể được bán cho người tiêu dùng có đơn thuốc hợp lệ. Ở nhiều quốc gia, thuốc OTC được lựa chọn bởi một cơ quan quản lý để đảm bảo rằng chúng là thành phần an toàn và hiệu quả khi sử dụng mà không cần sự chăm sóc của bác sĩ. Thuốc OTC thường được điều chỉnh bởi các thành phần dược phẩm hoạt động (API), không phải là sản phẩm cuối cùng. Bằng cách điều chỉnh API thay vì các công thức thuốc cụ thể, chính phủ cho phép các nhà sản xuất tự do pha chế các thành phần hoặc kết hợp các thành phần vào hỗn hợp độc quyền. 